# Banksiola dossuaria
Banksiola dossuaria är en nattsländeart som först beskrevs av Thomas Say 1828.  Banksiola dossuaria ingår i släktet Banksiola och familjen broknattsländor. Inga underarter finns listade i Catalogue of Life.